# Pohjois-Vuorijärvi
Pohjois-Vuorijärvi är en sjö i kommunen Pieksämäki i landskapet Södra Savolax i Finland. Sjön ligger 123,6 meter över havet. Arean är 58 hektar och strandlinjen är 11,05 kilometer lång. Sjön  ingår i Vuoksens huvudavrinningsområde.   Den ligger omkring 73 kilometer norr om S:t Michel och omkring 280 kilometer nordöst om Helsingfors. 